# PCオーディオ
PCオーディオ（ピーシー - ）とは、パーソナルコンピュータ（PC）で音楽を聴く手段であり、オーディオシステムの一部にPCを用いる形態・概念。

## 概要
通常のオーディオでは、音楽再生に用いる再生機としてレコードプレーヤーやCDプレーヤーなどを用いるが、それをPCに置き換えたものである。メディア（音楽データ）はPC内部のハードディスクドライブまたは外付けハードディスク、その他ストレージに保存される。従って、PCを用いてOSにインストールされたメディアプレーヤーを利用して音源を再生するオーディオシステムのことである。
デジタル音源の保管や管理は基本的にPCで行い、そのまま再生機器としてPCを用いることが出来るため、合理的といえる。ただし、PCは音響製品として考えると、PC内部で発生するノイズやPCそのものの安定性、接続端子といった観点からすると問題だらけである。
上記の問題を解決するため、音声信号をデジタル信号のままPCから出力し、信号処理は（ノイズまみれの）PCから切り離して別の機材で行うアプローチが行われる。PC外部への出力は基本的にUSBを介して行われ、外付けD/Aコンバータ（所謂USB-DAC）を用いたシステム構成が普及している。
近年は、iTunesなどの音楽再生ソフトがネットワークオーディオの概念を取り込んでおり、スマートフォンやタブレット端末との連携強化が著しい。これによって、ネットワークオーディオとの境界線が曖昧になりつつある。

## 形態
PCオーディオではソフトウェア、機器、ケーブルの接続の選択肢が多く、構築において自由度が高い。そのままイヤホンを挿して使う簡便性やピュアオーディオグレードに拡充できる柔軟性をもっている。
また、スマートフォンやタブレット端末にアプリをインストールすることで、PCにインストールされたプレーヤーアプリを遠隔で操作することが可能となる。この場合は、コントローラー (DMC) がPCからスマートフォンやタブレット端末に移行するため、PC側の処理負担が軽減されて音質向上が期待できる。

### ハードウェア
PCはデジタルで動作し、オーディオはアナログで存在する。ゆえにPCオーディオにはD/A変換回路をもったハードウェアが必須である。回路が配置されるコンポーネントにはいくつかの種類がある。
- オンボードサウンド（デスクトップPC、ノートPC）

マザーボード上に直接配置された（=オンボード）チップ内で変換をおこなう（例: Realtek ALC897 チップ on ASRock B660 Pro RSマザボ）。チップのアナログ側入出力はヘッドフォン端子になっており、イヤフォン・ヘッドフォンやアクティブスピーカーをつなげて利用する。最も簡易的な利用方法で、音質はオンボードサウンドデバイスに依存する。オンボードであるためチップ交換はできない。
- PC背面の拡張スロット利用 （デスクトップPC）

PCの拡張スロット（PCIスロット、PCI Expressスロット）に拡張用サウンドカードを取付、その機能を利用する。専用の集積回路を用いたりしてPCオンボードサウンドよりも音質向上を期待できる。オンキヨーのWAVIOシリーズのように、一般的なオーディオ機器と同様のRCA端子を備える製品も存在する。それらはプリメインアンプなどハイグレードなオーディオ製品との接続を考慮している。
- サウンドインターフェイス

- USB接続サウンドデバイス利用

2010年代以降、一般的になっている利用方法。ノイズ源となっているPCから音声信号処理をするデバイスを切り離すことで音質向上が期待できる。USB-DACとヘッドフォンアンプが一体になったもの、プリアンプとしての機能を備えたもの、アンプ一体型となってスピーカーに接続するものなど様々な形態がある。USB端子とヘッドフォン端子があるだけの安価かつ簡素な製品から、多種の入出力端子を備えた据え置きタイプなど様々なタイプが存在する。ポータブル型の場合はPCよりもスマートフォンやDAPへの接続を主眼に置いている場合が多く、バッテリーを備え、接続端子もUSBのほか、コアキシャル(同軸)や光ケーブル接続も考慮されている。
入力側のUSB端子は据え置き型なら通常のBタイプ、ポータブル型ならMini-Bやmicro-B端子となっている。USBケーブルもオーディオグレードの製品が多く発売されている。オーディオでは「アイソクロナス転送」というリアルタイム性は高いが、エラー時の再送を行わない伝送が行われるため、ケーブルの品質が音質に影響を与える（一方、通常のファイル転送で使われる「バルク転送」ではエラーが発生した場合にはエラー時の再送が行われるため、ファイルの劣化は無い。）。
出力側はイヤフォン端子（通常は3.5mmステレオで、一部はバランス接続をサポートしている）、据え置きタイプならバランスヘッドフォン端子、RCA端子、デジタル出力（同軸・光）を備え、イヤフォン・ヘッドフォンやプリメインアンプ（さらにスピーカー）に接続される。
USB接続サウンドデバイスを利用するとき、PCにその機器に応じたデバイスドライバをインストールする必要がある。機器（特にDSD再生に対応する場合）によっては専用の再生ソフトウェアの使用を求められる場合がある。

### ソフトウェア・音源
PCオーディオを利用する場合、PCで音楽を再生するソフトウェア（メディアプレーヤー）が必要になる。機能や音質を気にしなければOS標準機能（Windows Media PlayerやDVD プレーヤー）で再生可能である。コンテンツ管理やDAPとの接続、CDの変換（後述）も考慮して別のソフトウェア（iTunesやMedia Goなど）を利用することもできる。ハイレゾ音源・DSD音源の再生の場合、USB-DACメーカーのサイトからソフトウェアをダウンロードして利用する、あるいはFoobar2000やTuneBrowserといったフリーウェアが利用できる。
音楽データそのものを入手・保管する手段も必要となる。
一般的には入手手段は
- 音楽CDをPCで保管・再生できるフォーマットに変換（リッピングおよびエンコーディング）する。（メディアプレーヤーにその機能を持ったものもある。また、専用のリッパー・エンコーダーを利用する手段もある。）
- ネット配信された音楽データをダウンロードする。

ことがあげられ、保管方法は
- そのままPC内蔵HDDに取り込む
- PC本体以外のストレージ（外付けHDD、NAS、ネットワークプレーヤー内蔵メディア など）にコピーまたは移動

などがあげられる。

## 特性
オーディオ処理の特性には音質や遅延が挙げられる。PCは様々な用途のために多様なパーツの組み合わせで作られ、オーディオ処理以外の様々な処理を同時並行でおこなう。ゆえに専用機と異なり、PCオーディオの特性は予測困難であり不安定である。それでもいくつかの要素が特性へ大きな影響を与えることが知られている。

### 遅延
オーディオ処理には必ず時間がかかり、その分音声の入出力に遅延が発生する。楽器演奏や音楽編集において遅延は重要な特性となる。遅延に影響する要素はPCのパーツ、性能、利用状況、OS、規格/API、ドライバ、サウンドデバイス、デバイス転送周期、バッファ長などが挙げられ、これらの組み合わせで遅延が発生する。
遅延の指標にはラウンドトリップタイム（RTT）が挙げられる。RTTは「マイクの音がスピーカーから聞こえるまでの遅延」である。
バッファは入出力安定化を目的として意図的に置かれる遅延であり、バッファ長は遅延へ直接影響する。バッファ長を短くすることで遅延は小さくなり、引き換えにPC不安定化時にグリッチ（音飛び）が発生するリストが大きくなる。
遅延の大きさは利用する規格/APIにも左右される。例えばWindows 10 WASAPI 共有モードという規格では複数音源を1つに混ぜるミキサー（Core Audio参照）を必ず経由し、write時にはそこで 1.3 msecの処理時間を必要とする（read時にはかからない)。これがWASAPI 排他モードという別の規格の場合、ミキサーを回避して直接バッファへ書き込むために遅延がより小さくなる。このように規格によっても遅延は異なる。
| OS         | 規格/API          | RTT実測値 | 設定                                                      |
| ---------- | ----------------- | --------- | --------------------------------------------------------- |
| Windows 10 | WASAPI 共有モード | 10 msec   | buffer 2.5 msec, 標準 HD Audioドライバ, Haswellプロセッサ |
| Windows 10 | AudioGraph        | 15 msec   | buffer 2.5 msec, 標準 HD Audioドライバ, Haswellプロセッサ |
| Windows 10 | ASIO              |           |                                                           |
| macOS      | Core Audio        |           |                                                           |

遅延はPCに由来する部分以外にも、オーディオインターフェースに含まれるADC/DACなど、音声処理一般に必要な要素からも発生する。

## 歴史

### 1990年代
PCの記憶媒体にCD-ROMドライブが搭載されるようになると、CDプレーヤーの代替として用いることもできた。また、CD-ROMドライブからCDの音声信号をリッピングしてハードディスクドライブに保存してメディア媒体として用いられるようになった。
ただし、20世紀末までのPCの一般的なハードディスク容量は数ギガバイト程度（CD10枚程度）であり、PCMデータをそのまま保存することは一般的でなく、CD-R/RWドライブを用いてCD-RないしCD-RWメディアにコピーする、あるいはMP3形式など非可逆圧縮した状態で保存することが行われた。
その一方で、MP3の普及はインターネットを介してのファイル交換ソフトによる違法コピーの温床となり、レコード会社は対策に乗り出すようになる。1999年には、ソニーが有料音楽配信サービス「bitmusic」を開始し、他社も追随することとなる。
この頃は、PCにインストールされた音声再生用ソフトウェア（メディアプレイヤーなど）で再生し、PC本体のイヤホンジャックまたは（拡張スロットに挿された）サウンドカードからの音声出力をイヤフォンまたはアクティブスピーカーで再生することが行われた。

### 2000年代前半
デジタルミュージックプレーヤーが普及すると、PCに保存した音楽データを外に持ち出すことができるようになる。特に、2001年に登場したアップルのiPodは、音楽データを保存するだけに過ぎなかったPCオーディオの可能性を広げることになる。
インターネット経由での違法コピーは更に深刻化し、レコード会社各社はコピーコントロールCDの登場と共に参入するようになる。日本国内では2002年に登場したものの、わずか数年で撤退。また、コピーコントロールCDの登場は、結果的に音楽CDをCDプレーヤーで再生するシステム自体の、設計的にも音質的にも不利だという欠点を露呈することとなり、PCオーディオの優位性を決定付けた。
HDD容量は、数十ギガバイト、百十数ギガバイトへ加速化し、大量の音楽データを保存することができるようになったが、PCによっては設置できるHDD容量に上限があった。これについては、Big Drive対応化したPCの登場で、設置できるHDD容量の上限は突破され、わずか数年で数十ギガバイトから数百ギガバイトへと大容量化することとなる。また、従来のUSBよりも高速伝送が可能なUSB 2.0の登場で、音楽データの保存先は、内蔵HDDから外付けHDDを利用する方法が採られるようになった。

### 2000年代後半
ハードディスクの技術革新によって、容量が数百ギガバイトからテラバイト単位となり、大量の非圧縮音楽データを保存するに耐えられるようになる。保存先は外付HDDだけでなく、NASが新たに選択されるようになった。
サウンドカードの仕様も、インテルHigh Definition準拠になったことで、CDレベルのもの（16ビット以下・48kHz以下）から所謂ハイレゾに対応するようになり、PCの再生処理能力もハイレゾ音声データをリアルタイム処理するに耐えられるようになり、再生ソフトウェアもハイレゾ対応のものがリリースされるようになった。その一環として、ソニーから発売されたVAIO（Sound Reality搭載モデル）では、従来からのPCMだけでなく、DSDデータにも対応していた。
この頃から、オーディオメーカー各社とも数百万円クラスの高級CDプレーヤーの撤退が相次ぎ、PCオーディオが、オーディオ業界ではデファクトスタンダードになっていく。USB-DACは本格的なホームオーディオに接続されることを意図して造られるようになった。

### 2010年代前半
SSDの価格下落によって、OSインストール先はHDDから2.5インチSSDが主流となり、保存用は引き続き大容量HDDとなる。
ネットワークオーディオプレーヤーが国内メーカー各社から発売され、また、スマホやタブレット端末が普及するようになると、iTunesホームシェアリングやMPDなどに代表されるように、PCオーディオはネットワーク化対応される。一部では、従来からのPCオーディオとしての役割と、ネットワークオーディオプレーヤーに使用するNASなどのDMSへ音楽データを保存するための役割として留まることになる。
また、ハイレゾが定義されるようになり、ハイレゾ音楽配信サービスの普及、クラウドサービスの登場など、PCオーディオはネットワークオーディオとピュアオーディオの両方の性格を強めるようになる。オーディオ用を謳うUSBケーブルやLANケーブル、そしてオーディオ用NASが登場するようになったのもこの頃からである。USB-DACはPCMのほか、DSDにも対応するようになった。

### 2010年代後半
SSDの技術革新によって、従来からの2.5インチSSDよりもコンパクトなSATA3タイプのM.2 SSDや、従来よりも高速で読み書きが可能なPCIe接続のNVMe SSDが登場し、いずれも容量は数百ギガバイトからテラバイト単位となる。
また、M.2 SSD用のRAIDカードの登場で、RAID0を構成することで大容量化が可能となり、大量の非圧縮音楽データを保存するに耐えられるようになる。これにより、SSDはOS用のみならず音楽データ保存用にも使われるようになり、音質、操作性、データ転送速度性、静音性が大きく向上する。
PC用の音楽再生ソフトは、次々と音楽再生時の操作を可能にするスマホアプリに対応するようになり、ネットワークオーディオ機能が付加されるようになった。
さらに、定額制音楽配信サービスであるSpotifyやApple Musicの登場により、CDやMP3といった音楽データがPCに保存されていなくても、ストリーミングで多様な曲をいつでも再生できるようになった。